# Navadni zelenec
Zelênec (znanstveno ime Lacerta viridis) je z dolžino do 40 cm (izjemoma več) eden večjih  kuščarjev in največji kuščar v Sloveniji. Prebiva na kamnitih, sončnih pobočjih, poraslih z nizkim grmičjem.

## Opis
Prave kuščarice (rod Lacerta) imajo majhne luske na hrbtnem delu trupa in so običajno zrnate oblike in gladke, nameščena ena poleg druge. Kolobarji repnih lusk so izmenično širši in ožji.
Telo je močno. Pred ušesno odprtino je manj kot 20 senčnih ploščic. Na vsaki strani glave sta dve zanosnični ploščici, Gobčna in mednosnična pa sta razdvojrni z nadnosnično ploščico.  Na stegnih ima 11 do 13 femoralnih por (spremenjene kožne žleze).

Običajno je zelenkaste barve, vendar se njegova barva zaradi okolja v katerem živi, lahko tudi menja. Spomladi v času parjenja imajo samci modro obarvano grlo in spodnji del glave. Samci pa so tudi običajno precej drugačnih barv kot samice. Mladiči in samice imajo vzdolž telesa dve svetli progi, mladi osebki tudi svetle pike.
So zelo hitri in dobro skačejo, toda po nekaj metrih teka se utrudijo. Njihov ugriz kljub številnim zobcem ni nevaren, je pa boleč.
- Galerija
- Odrasli primerek, Sv. Jakob nad Katarino.
- Primerek z modro obarvanim grlom, Slovenska vas, Brežice.
- Manjši primerek na grmičevju.